# Jānis Balodis
Jānis Balodis (Trikāta, 20 febbraio 1881 – Saulkrasti, 8 agosto 1965) è stato un generale e politico lettone, comandante in capo delle forze armate lettoni (Latvijas Nacionālie bruņotie spēki) nel corso della guerra d'indipendenza lettone e ministro della difesa della Lettonia dal 1931 al 1940.
Nel 1934 Balodis appoggiò il colpo di stato portato avanti dal primo ministro Kārlis Ulmanis, e in seguito fu un pilastro del regime autoritario istituito da quest'ultimo sulla Lettonia ricoprendo le cariche di vice presidente e vice primo ministro.

## Biografia
Nato nel villaggio lettone di Trikāta all'epoca parte dell'Impero russo, Balodis si arruolò nell'Esercito imperiale russo nel 1898 per poi ottenere i gradi di ufficiale dopo essersi diplomato all'accademia militare di Vilnius nel 1902; tra il 1904 e il 1905 prese parte alla guerra russo-giapponese, durante la quale riportò una grave ferita oltre a varie onorificenze. Allo scoppio della prima guerra mondiale nel 1914, Balodis partecipò all'invasione russa della Prussia Orientale durante la quale fu nuovamente ferito; mentre era in convalescenza in ospedale fu fatto prigioniero dai tedeschi, trascorrendo il resto del conflitto in prigionia.
Subito dopo la conclusione del conflitto nel novembre 1918, Balodis fuggì dalla Germania e rientrò in Lettonia per contribuire alle attività del nascente movimento indipendentista locale, impegnato in un conflitto tanto contro le forze della Repubblica Socialista Federativa Sovietica Russa e dei bolscevichi lettoni, quanto contro le milizie organizzate dai tedeschi del Baltico. Balodis prese quindi parte alle operazioni della guerra d'indipendenza lettone, venendo promosso al grado di tenente colonnello e assumendo la guida di una brigata di fanteria; dopo l'uccisione del colonnello Oskars Kalpaks, comandante in capo delle truppe lettoni, il 6 marzo 1919, Balodis fu promosso al grado di colonnello e posto, nell'ottobre 1919, al comando di tutte le forze armate nazionali, che guidò quindi in una serie di vittorie tanto contro i bolscevichi quanto contro i tedeschi. Dopo la conclusione delle operazioni, nel 1920 Balodis ottenne quindi la promozione al grado di generale.
L'incarico di comandante in capo delle forze armate lettoni fu abolito nel febbraio 1921 e nel luglio seguente Balodis andò in congedo; nel 1925 Balodis fu eletto al parlamento nazionale (Saeima) nelle liste del partito conservatore dell'Unione degli Agricoltori della Lettonia, e nel dicembre 1931 divenne ministro della difesa. Dal suo incarico, Balodis giocò un ruolo importante nel colpo di stato con cui il primo ministro Kārlis Ulmanis prese il potere il 15 maggio 1934, abolendo il multipartitismo e istituendo un regime autoritario; negli anni successivi Balodis ricoprì la carica di vice primo ministro e, dall'aprile 1936, di vice presidente della Lettonia, secondo al solo Ulmanis ma di fatto relegato alla conduzione delle sole questioni militari.
Con una serie di diktat, nel giugno 1940 l'Unione Sovietica procedette all'occupazione della Lettonia e alla sua annessione; privato di ogni incarico, Balodis fu arrestato nel luglio 1940 e deportato con la sua famiglia a Syzran' in Russia dove fu messo agli arresti domiciliari. Deportato a Kujbyšev dopo l'invasione tedesca dell'URSS e condannato a scontare 25 anni di prigione nel carcere di Vladimir, con l'avvio della destalinizzazione Balodis fu liberato nel 1956 e poté rientrare in Lettonia, ritirandosi a vita privata nella sua residenza di Saulkrasti e potendo godere anche di una piccola pensione. Jānis Balodis morì infine per cause naturali l'8 agosto 1965.